# Bob Will
Robert Ide "Bob" Will, född den 20 april 1925 i Seattle, död den 14 oktober 2019 i Seattle, var en amerikansk roddare.
Will blev olympisk guldmedaljör i fyra med styrman vid sommarspelen 1948 i London.